# Alai Parak Kopi
Alai Parak Kopi is een bestuurslaag in het regentschap Padang van de provincie West-Sumatra, Indonesië. Alai Parak Kopi telt 12.731 inwoners (volkstelling 2010).